# Штайгер, Евгений Викторович
Евгений Викторович Штайгер (3 июня 1981, Новокузнецк) — российский хоккеист, защитник клуба «Буран» (ВХЛ).

## Карьера
Е. В. Штайгер — воспитанник новокузнецкого хоккея.
Игровая карьера: "Металлург" (Новокузнецк); "СКА"; "Торпедо" (Нижний Новгород); "Лада"; "Трактор"; "Сибирь"; "Торпедо" (Усть-Каменогорск); "Липецк"; "Буран"; "Металлург" (Жлобин); Алматы (хоккейный клуб); "Иртыш".
В суперлиге чемпионата России провел 248 игр, набрав 11+32 очка.
В 48 игре в первой лиге набрал 3+6 очков.
В КХЛ провел 76 игр, набрав 2+17 очков.
В ВХЛ в составе «Казцинк-Торпедо» провел 99 игр, набрав 16+26 очков.
Тренерская карьера:
С 2017 по 2019 г. тренировал команду "Кузнецкие Медведи".
В сезоне 2020/2021 занимал пост старшего тренера Алматы (хоккейный клуб).
В сезоне 2021/2022 стал главным тренером ХК "Алматы".